# Delphine Coindet
Pour les articles homonymes, voir Coindet.
 (novembre 2017).
Delphine Coindet, née en 1969 à Albertville, est une artiste contemporaine française.

## Parcours
Après avoir obtenu, en 1992, un DNSEP à l’école supérieure des beaux-arts de Nantes Métropole (ESBA de Nantes), Delphine Coindet poursuit sa formation à l’Institut des hautes études en arts plastiques à Paris (fermé en 1995)).

## Expositions
- 2008 : « Stupeur - Sylvie Auvray et Delphine Coindet », Galerie ColletPark, Paris[1]
- 2008-2009 : Le Creux de l'enfer, centre d’art contemporain, Thiers[2]
- 2012 : « Périmètre étendu », Galerie Art & Essai en collaboration avec le Master en métiers et arts de l'exposition, Rennes
- 2015 : « Modes & Usages de l'art », Le Crédac, Ivry-sur-Seine
- 2017 : « Un choix de sculpture », Frac des Pays de la Loire[3], collégiale Saint-Martin, Angers